# Стів Черундоло
Стівен Еміл "Стів" Черундоло (англ. Steven Emil "Steve" Cherundolo, нар. 19 лютого 1979, Рокфорд (Іллінойс)) — американський футболіст, захисник німецького футбольного клубу «Ганновер» та збірної США.

## Титули і досягнення

### гравець
- Переможець Золотого кубка КОНКАКАФ: 2005;
- Срібний призер Золотого кубка КОНКАКАФ: 2009, 2011.

### тренер
- переможець Кубок МЛС з Лос-Анджелес: 2022;
- переможець Supporters' Shield з Лос-Анджелес: 2022;[1]